# Kloster Levern
Das Kloster und spätere Stift Levern ist ein ehemaliges Kloster der Zisterzienserinnen in Levern, einem Ortsteil der Gemeinde Stemwede. Es bestand von 1227 bis spätestens 1543 und wurde im Zuge der Reformation in ein freiweltliches, adliges Damenstift umgewandelt, welches 1810 durch Jérôme Bonaparte, den König des Königreiches Westphalen aufgelöst wurde. Es befand sich auf der Spitze des nach ihm benannten Leverner Stiftshügels. Das Kloster war neben St. Aegidii in Münster das früheste Nonnenkloster seines Ordens in Westfalen.

## Das Kloster (1227–vor 1543)

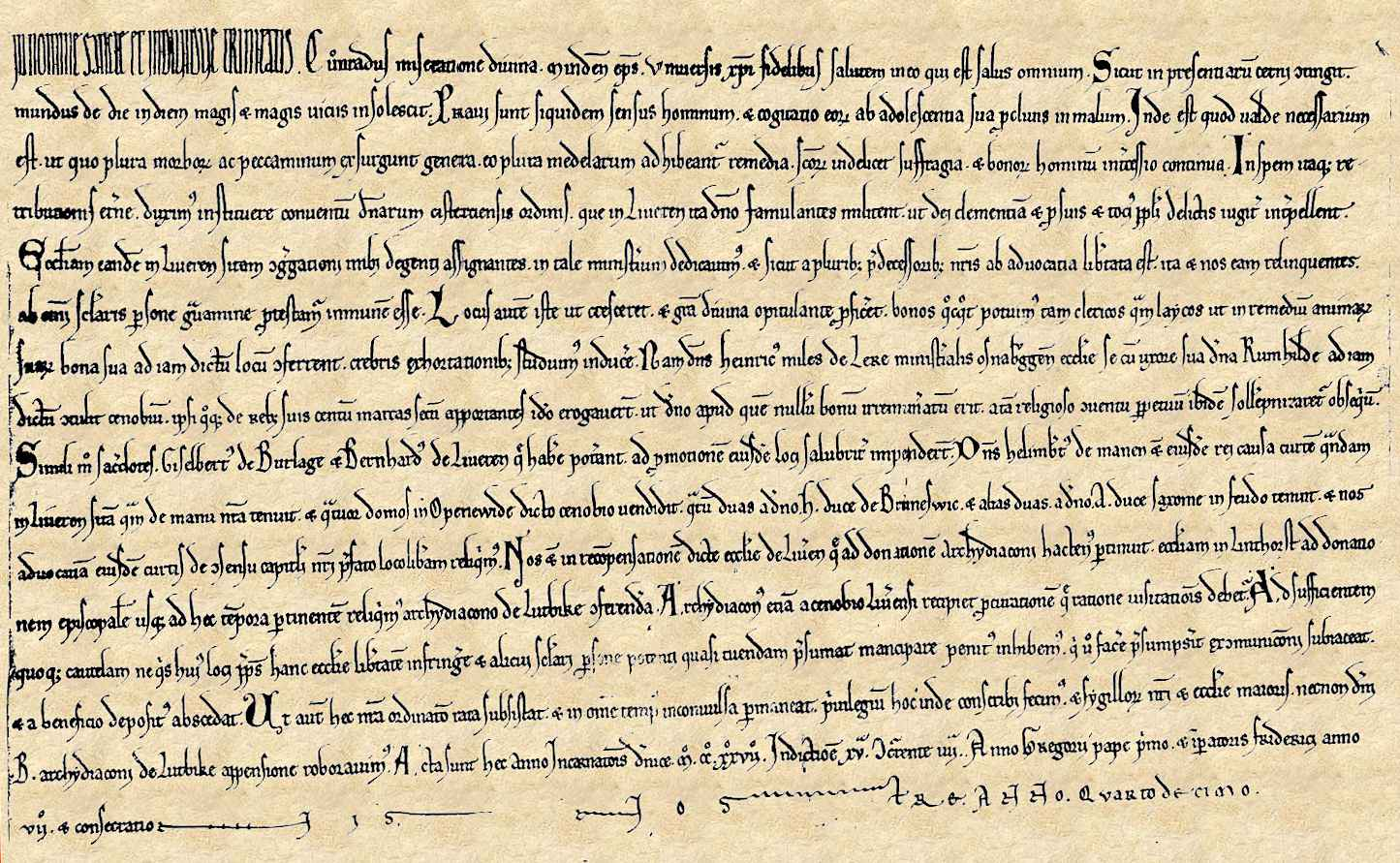
Gründungsurkunde des Klosters von 1227

Im Jahre 1227 wurde das Kloster zu Levern vom Mindener Bischof Konrad von Rüdenberg gegründet, welcher es allein seiner bischöflichen Schutzherrschaft unterstellte. Erster Klosterpropst wurde der bisherige Pfarrer Leverns, Bernhard. Die Gemeindekirche, die in Levern schon mindestens 250 Jahre bestand, wurde dem Kloster bei der Gründung inkorporiert.
1231 legt der päpstliche Visitator Ernst von Bremen die Höchstzahl der Nonnen für das Kloster auf 30 fest; diese Zahl wird es jedoch wahrscheinlich nie erreicht haben. Im gleichen Jahr ging die Pfarrkirche zu Dielingen, Hauptkirche eines Nachbarkirchspiels, in den Besitz des Leverner Konvents über; sie wurde dem Kloster inkorporiert.
Aus den Jahren 1228, 1231 und 1235 stammen drei Schutzbriefe für das Kloster Levern; zwei wurden von Papst Gregor IX. und einer von Kaiser Friedrich II. ausgestellt.
Zwischen 1235 und 1283 wurden sowohl von Papst Gregor IX. als auch einigen deutschen Bischöfen Ablassbriefe ausgestellt, die die Finanzierung der Klosteranlagen sichern sollten.
In den Jahren 1242 bis 1249 ist mehrfach von einer geplanten Verlegung des Klosters die Rede, was bedeutet, dass die Klosteranlagen über ihren provisorischen Charakter noch nicht hinausgediehen waren; letztendlich entschied man sich doch für den Bau des Klosters neben der Gemeindekirche.
Die mittelalterlichen Bischofschroniken aus Minden schreiben den Bau und die Fertigstellung sowohl der Konventsgebäude als auch der Klosterkirche erst der Amtszeit des vierten Propstes, Burchard (1269–1303), zu; was bedeutet, dass die Anlagen zwischen 1269 und 1283 errichtet wurden.
1277 schied das Kloster Levern aus dem Archidiakonat Lübbecke aus und bildete eine eigene Verwaltung; der jeweilige Propst des Klosters, der auch gleichzeitig Gemeindepfarrer war, war seitdem auch Archidiakon zu Levern.
Am 1. Mai 1283 wurde die nun fertiggestellte Klosterkirche, die Wand an Wand mit der Gemeindekirche stand, von Bischof Volkwin von Minden geweiht. Der Kirchenbau ist bis heute erhalten geblieben und somit über 700 Jahre alt. Auch die Konventsgebäude dürften um diese Zeit bezugsfertig gewesen sein.
In der Zeit zwischen 1227 und 1430 muss das Kloster dem Zisterzienserorden eingegliedert worden sein, denn seit spätestens 1430 war Heinrich Volkers, ein Zisterzienser, Propst des Klosters. Außerdem wurde in seiner Amtszeit das Kloster im Jahre 1460 vom Abt des Zisterzienserklosters Loccum visitiert. Vorerst war es noch ordensunabhängig gewesen, zumal ein weiblicher Zweig des Zisterzienserordens zum Zeitpunkt der Klostergründung in Levern 1227 noch nicht etabliert war. Das Kloster Levern wurde zu einem der größten Grundeigentümer im Kirchspiel Levern und weit darüber hinaus; der ausgedehnte Grunderwerb war erst um 1500 abgeschlossen.
Das Kloster besaß ein weit ausgedehntes Grundeigentum in den heutigen Städten und Gemeinden Stemwede, Preußisch Oldendorf, Lübbecke und Espelkamp im heutigen Kreis Minden-Lübbecke sowie auf niedersächsischer Seite in Bad Essen, Bohmte (Landkreis Osnabrück), Brockum, Quernheim, Marl, Stemshorn (Landkreis Diepholz), Diepenau und Liebenau (Landkreis Nienburg).

## Das freiweltlich-adelige Damenstift (vor 1543–1810)
Wann die Reformation in Levern Einzug erhielt, ist heute nicht mehr genau festzustellen; die ersten Lutherschriften, die in der Pfarrbibliothek vorhanden sind, stammen von 1532/33. Spätestens 1543 jedoch war die Reformation im Kirchspiel Levern abgeschlossen, denn die Jesuiten forderten während der Gegenreformation die Rückgabe des Klosters Levern an die katholische Kirche nicht ein (1543 war als Stichdatum vereinbart worden). Außerdem stammen aus diesem Jahr zwei Schreiben, in denen ausdrücklich von den „Jungfern zu Levern“ die Rede ist. Diese Bezeichnung wäre jedoch für katholische Nonnen niemals verwandt worden und verweist auf ein protestantisches Stift.
1558 wird diese Tatsache erstmals namentlich erwähnt („Fräulein-Stift Levern“). Die Umwandlung in ein freiweltliches, adliges Damenstift bedeutete auch das Ende der strengen Klausur der Klostergemeinschaft; die adligen Stiftsdamen bewohnten nun nicht mehr die alten Klostergebäude, sondern die neu entstehenden Einzelkurien.
Die unabhängige Stellung der Pröpste hatte jedoch weiterhin Bestand; da diese aber vorwiegend dem Mindener Domkapitel zugehörig waren, blieben sie noch länger katholisch als die ehemaligen Nonnen. Den Leverner Stiftspröpsten standen in der Regel Sitz und Stimme im Mindener Landtag zu, da das Hochstift Minden säkularisiert worden war und 1648 als Fürstentum Minden Bestandteil von Brandenburg-Preußen wurde.
Im Dezember 1656 kam es zu unliebsamen Streitigkeiten und Handgreiflichkeiten zwischen den Stiftsangehörigen und einem Nachbarn; der „Jungfernkrieg“ war ausgebrochen:
Die Stiftsdamen rissen mit ihren 18 Mägden ein Plankenwerk zwischen dem damaligen Pfarrhaus und dem Garten von Rudolf Bruns nieder, mit dem dieser, Nachbar der Stiftsdamen, sein Grundstück eingefriedigt hatte, obwohl die von ihm beanspruchte Grenze strittig war. Daraufhin wandte er sich an die landesherrliche Obrigkeit, und schon am nächsten Tag sandte der Drost des Amtes Reineberg einen Vogt mit vielen Schützen nach Levern und ließ dem Stift Wagen, Pferde und anderes Vieh wegnehmen. Dadurch wurde dem Streit kurzerhand ein Ende bereitet.
Nachdem Levern den Dreißigjährigen Krieg recht glimpflich überstanden hatte, zogen 1679 französische Truppen unter Marschall François de Créquy durch Levern und fügten dem Stiftsort und der Doppelkirche schwerste Schäden zu. Der Wiederaufbau zog sich über Jahrzehnte hin, und dabei entstanden die heute noch vorhandenen Stiftsgebäude.
Im Stift war die Zahl der Kapitularinnen, einschließlich Äbtissin, auf 10 festgelegt. Später waren zusätzlich zwei sog. „Exspectantinnen“ (Anwärterinnen) zugelassen.
Wenn die Stelle der Äbtissin frei geworden war (durch Tod oder Austritt zwecks Heirat), wurde innerhalb von sechs Wochen eine Nachfolgerin aus dem Kapitel gewählt; bei der Wahl entschied die einfache Mehrheit der Stimmen; auch der Propst nahm an der Wahl teil, er besaß jedoch zwei Stimmen.
1729 kam es zu einem langwierigen „Prozeß um die freie Propstwahl“ des Stifts Levern, den das Mindener Domkapitel gegen das Stift Levern führte:
Während das Domkapitel zu Minden unter Aufzählung von Leverner Pröpsten, die Mindener Domherren waren, und aufgrund von reichem Beweismaterial versuchte, das passive Wahlrecht bei der Propstwahl in Levern zu erlangen, konnte das Stift Levern jedoch aufgrund der Wahlkapitulationen der Pröpste und anderem Beweismaterial belegen, dass es stets das Recht der freien Propstwahl besessen hatte: In diesem Zusammenhang führen die Stiftsdamen einige Pröpste von Beginn des 15. Jahrhunderts an, die eben nicht Mindener Domherren gewesen waren.
1764 verlieh König Friedrich II. der Große dem Stift Levern einen Orden, den die Stiftsdamen und der Propst fortan tragen durften. Das 19. Jahrhundert brachte den Niedergang des Stiftes Levern mit sich. Nachdem 1803 der Reichsdeputationshauptschluss den Fürsten das Recht einräumte, alle Klöster, Stifte usw. aufzulösen und Levern und Umgebung 1807 an das neu geschaffene Königreich Westphalen abgetreten werden musste, befahl König Jérôme 1810 die Auflösung aller geistlichen Anstalten in seinem Königreich.
Am Heiligen Abend 1810 war es auch in Levern soweit; ein Rechnungsreferendar aus Kassel erschien in Levern, um das Stiftsvermögen einzuziehen und die Stiftsdamen zu pensionieren. Das Stift Levern hörte nach über 250 Jahren auf zu existieren. Die einzigen Relikte aus der alten Kloster- bzw. Stiftszeit in Levern sind die Kirche sowie die alten Stiftsgebäude.
1818 verkündete König Friedrich Wilhelm III. von Preußen, dass der preußische Staat als neuer Eigentümer der ehemaligen Stiftskirche das Gebäude an die Kirchengemeinde Levern verschenkt. Die Gemeinde hatte für das Inventar der alten Stiftskirche keine Verwendung und verkaufte nach und nach alle Kunstgegenstände, sodass die Stiftskirche im Jahre 1825 bis auf einige Leichensteine der Äbtissinnen und ein paar Wappentafeln an den Wänden restlos leergeräumt war.
Anfang des Jahres 1819 gab der Landrat des Kreises Rahden den Befehl, die Reste des Kreuzganges an der Nordmauer der Kirche, der nicht mehr benötigt wurde und baufällig war, abzubrechen.

## Kirchengebäude

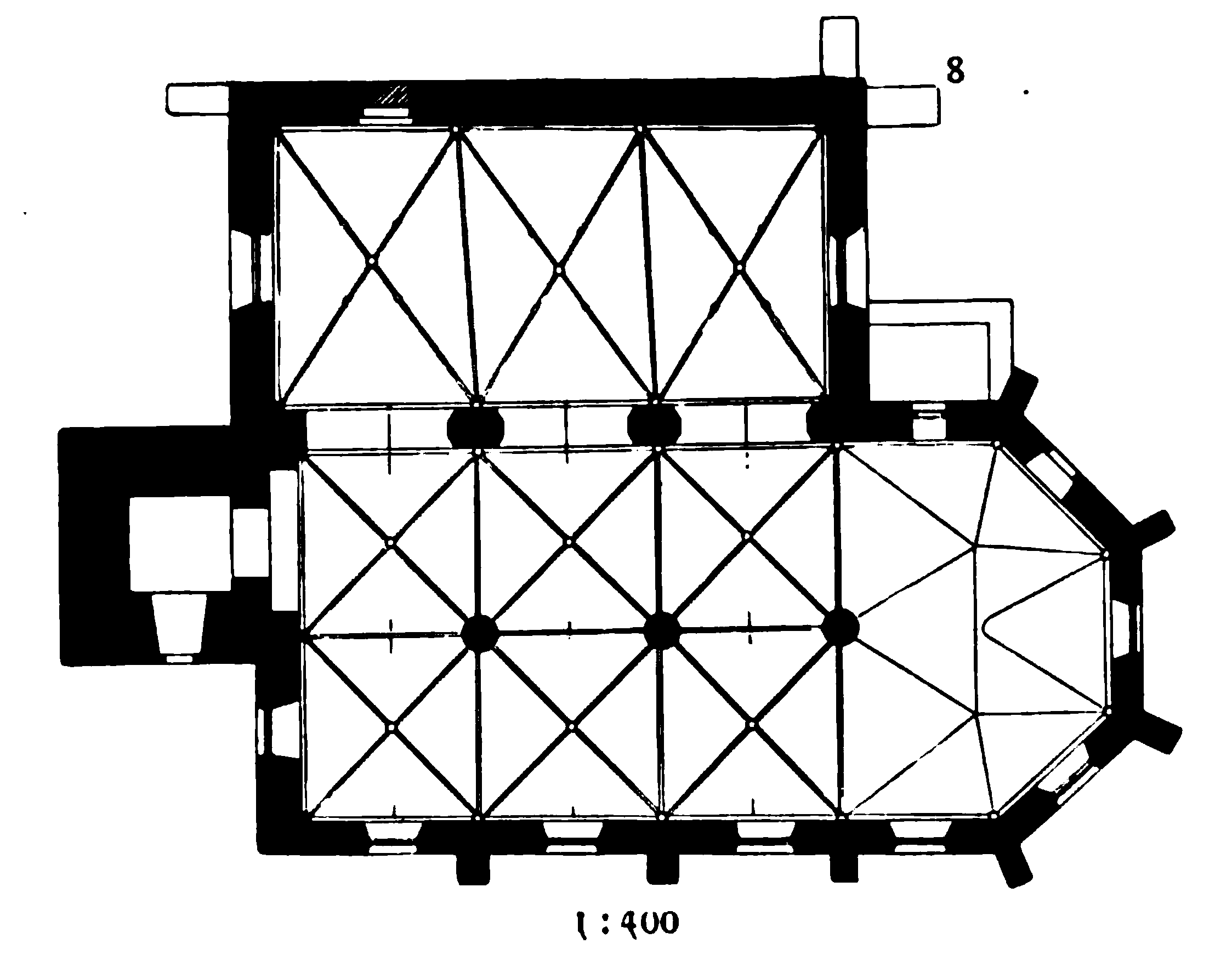
Grundriss (1907)

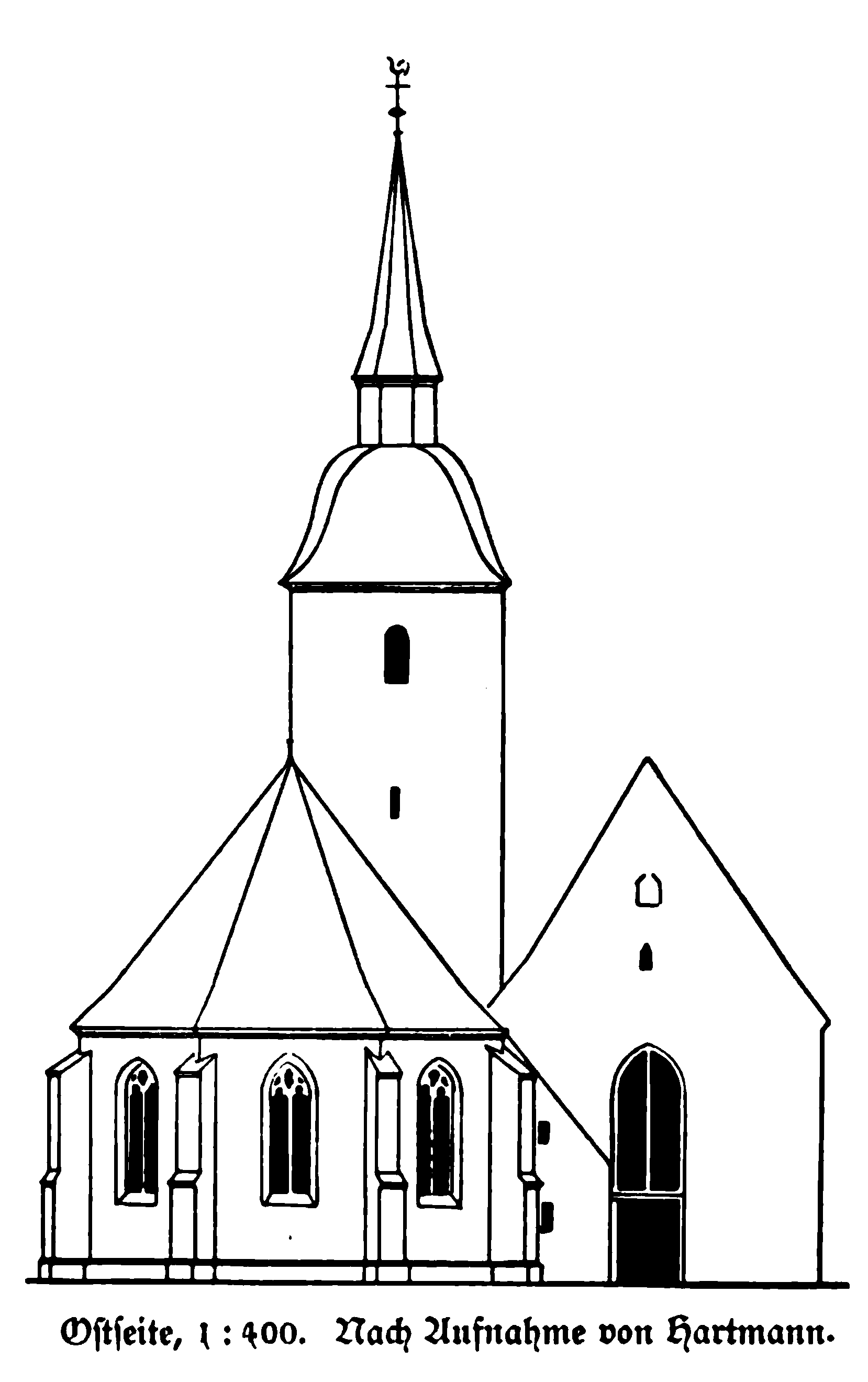
Zeichnung der Ostseite (1907)

### Architektur
Das Kirchengebäude stellt sich heute als asymmetrische dreischiffige Hallenkirche mit zwei Dächern dar. Diese Form erhielt es 1828, als die beiden nebeneinander liegenden Kirchen (ehemalige Kloster- bzw. Stiftskirche und die Gemeindekirche) baulich vereinigt wurden. Seitdem werden beide Bauten als Doppelkirche bis heute von der Evangelisch-lutherischen Kirchengemeinde in Levern genutzt.

#### Gemeindekirche
Die Gemeindekirche wurde im 15. Jahrhundert im spätgotischen Stil an der Stelle eines romanischen Vorgängerbaus errichtet, der schon vor dem Kloster bestanden hatte. Sie war ursprünglich eine zweischiffige, dreijochige Hallenkirche mit Chor im 5/8-Schluss und Strebepfeilern. Heute bildet sie das Mittel- und Südschiff der Doppelkirche.
Die Fenster an der Südseite und am Chor sind spitzbogig, zweiteilig und mit Maßwerk ausgestattet, ein Fenster an der Westseite des Südschiffs ist vermauert worden. Gurt- und Blendbögen sowie ein Eingang an der Nordseite des Chors sind ebenfalls spitzbogig.
Im Langhaus befindet sich Kreuzrippengewölbe mit Schlusssteinen, im Chor sternartiges Gewölbe.

#### Ehemalige Kloster- und Stiftskirche
Die 1283 geweihte Klosterkirche wurde im frühgotischen Stil als Saalbau mit drei rechteckigen Jochen ohne gesonderten Chor errichtet. Heute stellt sie das Nordschiff der Doppelkirche dar.
An der Nordseite befinden sich spitzbogige Fenster ohne Maßwerk, an der Ostseite ein Fenster mit Kleeblattbogen und eine spitz geschlossene Nische. In den Jochen ist Kreuzrippengewölbe eingezogen.
An die Ostseite des Nordschiffs und die Nordseite des Chors schließt sich heute ein Anbau aus dem 20. Jahrhundert an. Zuvor befand sich an dieser Stelle die Sakristei. Das Schiff wird von einem eigenen Satteldach bedeckt.

#### Turm
Der Turm steht an der Westseite des heutigen Mittelschiffs. Er ist im Kern romanisch und wurde 1582 renoviert. Ursprünglich gehörte er wohl zum Vorgängerbau der Gemeindekirche. Die Schalllöcher sind, ebenso wie der Eingang an der Südseite, rundbogig. Im Inneren befindet sich eine Holzdecke.
1715 wurde der Turm wieder aufgebaut, nachdem er bei einem Sturm eingestürzt war. Aus dieser Zeit stammt der barocke Turmhelm.

### Innenausstattung
Die Ausstattung der Kirche ist überwiegend barock aus dem späten 17. Jahrhundert. Dazu gehören der Altar aus dem Jahr 1691, das geschnitzte Taufbecken (1684), der Orgelprospekt (1682) und ein Kronleuchter von 1697. Ebenfalls aus dieser Zeit stammen die Kanzel sowie Empore und Sitz der Äbtissin.
Den Stil der Renaissance zeigt das Epitaph für den Stiftspropst Eberhard von Mallinckrodt von 1617, gotisch ist das Triumphkreuz aus der zweiten Hälfte des 15. Jahrhunderts.

## Liste der Pröpste zu Levern
Die folgende Liste enthält alle Pröpste des Klosters bzw. Stiftes zu Levern. Teilweise sind die genauen Amtszeiten nicht überliefert; dann sind die Nennungen in den einzelnen Jahren angegeben.
- Bernhard 1227–1241
- Wilhelm 1242–1250
- Johann 1252–1266
- Burchard 1269–1303
- Liborius 1304, 1309
- Gerhard 1331
- Johann von Borbeke 1332
- Wilhelm 1343
- Rabodo 1344, 1348
- Hermann 1350
- Lambert 1355
- Bruno 1367, 1373
- Albert Cran 1378
- Richard von Gropeling 1380
- Godeke Levoldi 1392, 1396
- Johann von Westorpe 1405, 1415
- Arnold Stove 1420, 1427
- Heinrich Volkers, Zisterzienser 1430, 1470
- Johan Volquarding 1471
- Heinrich Döding 1474, 1499
- Hermann Hornemann 1499, 1507
- Engelbert (von) Holle 1505 (?), 1521
- Johann Brune 1525, 1545, ist 1548 tot
- Johann von Münch, Stiftsherr des Kollegialstifts St. Johann zu Osnabrück 1549, 1562
- Heinrich von Gemmingen, Ritter des Deutschen Ordens 1559
- Eberhard von Vahrendorf, Domscholaster zu Bremen 24. Januar 1564 bestätigt
- Johann von Vincke, Domherr zu Minden 1567–1596 (†)
- Gottschalk von Ledebur, Dompropst zu Osnabrück, Domherr zu  Minden 1596–1600 (†)
- Eberhard von Mallinkrodt, Domdechant zu Minden 1600–1617 (†)
- Heinrich von Steding, Domherr zu Minden 1617–1625 (†)
- Ernst von Reden (luth.), Domherr zu Minden 1626–1631, 1633–1643 (†)
- Johann Heinrich von Vincke (kath.), Domherr und Senior zu Minden 1632–33   Administrator, Propst seit 1643
- Johann Adrian von Wendt, Domdechant und Propst zu Osnabrück, Domküster zu Minden, Domherr zu Halberstadt 1670–1694 (†)
- Albert Clamor von dem Bussche, Domdechant zu Minden, Landrat im Fürstentum Minden 1694–1710 (†), als Propst bestätigt: 23. März 1695
- Johann Dietrich von Vincke, Domherr und Großvogt zu Minden 1710–1714 (†)
- Arnold Heinrich von Treskow, Domherr und Archidiakon zu Minden, Propst von St. Marien zu Minden, Landrat für die Ämter Reineberg und Rahden 1714–1728 (†)
- Georg Ludwig von Baer, Domherr zu Minden 1728, vom König verworfen
- Oberst von Massow am 15. August 1729 abgetreten
- Wilhelm Christian von der Recke zu Stockhausen 15. August–12. Dezember 1729, annulliert
- Friedrich von der Horst zu Haldem, preußischer geheimer Finanzrat und „comissaire en chef“ der Regierung zu Lingen 1730–1762 (†)
- Julius August von der Horst, Domherr zu Magdeburg 1762–1791 (†) (1749–1762 Koadjutor)
- Friedrich Adolf August von der Horst, Domherr zu Magdeburg 1791–1793 (†) (1784–1791 Koadjutor)
- Eberhard von der Recke, preußischer Staatsminister 1793–1810

## Liste der Äbtissinnen zu Levern
- M(athilde?) 1227?
- Mathilde 1242, 1245
- Mechtildis 1289, 1309
- Salome 1317
- Salome von Bardeleben 1331, 1335
- Elisabeth 1335
- Mathilde 1343
- Hildegund von Büren 1344, 1350
- Helena (von Dedekowen?) 1348, 1368
- Engele 1381, 1392
- Adelheid von Bele 1405
- Margarete von Blasheim 1420, 1438
- Lutgildis 1443
- Mathilde (Mette) von Westorp 1459, 1487
- Lucke von Westorp 1493, 1521
- Ilseke von Stemshorn 1537
- Hille Bucks 1545, 1562
- Anna von Gropeling 1568, 1586
- Maria von Horn 1588
- Margarete von der Horst 1596–1647 (†)
- Sibilla von Mallinckrodt 1653
- Margarete Agnes von der Recke 1668–1687, ist 1688 verstorben
- Anna Catharina von der Recke 1687–1710 (†)
- Agnes Margarete von Schele 1710–1740
- Eva Sophie von Korff 1740–1746
- Amalie Charlotte von Schele zu Kuhoff 1746–1766 (†)
- Judith Sibylla von Langen 1766–1784 (†)
- Amalie Juliane von der Horst 1784–1790 (†)
- Sophie Charlotte von Steding 1790–1800 (†)
- Sophie Eleonore Christiane von Münchhausen 1800–1808 (†)